# شکست هیدرولیکی
شکست هیدرولیکی (به انگلیسی: Hydraulic fracturing) یا فرکینگ، یک تکنیک تحریک چاه است که در آن صخره به وسیلهٔ مایع فشرده‌شده شکسته می‌شود. این فرایند شامل تزریق پرفشار سیال فرکیینگ (عموماً آب، حاوی ماسه و دیگر مواد سخت‌کننده) به حفرهٔ حفاری به منظور ایجاد ترک‌هایی در آرایش صخره‌ها است که از طریق آن گاز طبیعی، نفت خام و آب‌نمک آزادانه‌تر جریان یابند. وقتی فشار هیدرولیک از چاه برداشته شود، دانه‌های کوچک‌های پراپنت‌های شکست هیدرولیکی (یا ماسه یا آلومینیوم اکسید) شکستگی‌ها را باز نگه می‌دارند.

## مراحل شکست هیدرولیکی
شکست هیدرولیکی ۴ مرحله دارد.

### عملیات مشبک‌کاری
در این مرحله در داخل چاه، انفجارهای کنترل شده‌ای صورت می‌گیرد. این انفجارها باعث می‌شوند در بدنه چاه ترک‌های کوچکی به وجود بیاید. این انفجارها به وسیله ابزاری صورت می‌گیرد که به آن تنفنگ مشبک‌کننده می‌گویند.

## جستارهای وابسه
- میدان نفتی Vaca Muerta